# 毛果垫柳
毛果垫柳（学名：Salix piptotricha）为杨柳科柳属的植物，为中国的特有植物。分布在中国大陆的云南等地，生长于海拔3,500米的地区，多生长于山坡以及高山顶部的石缝中，目前尚未由人工引种栽培。